# Oscar I di Svezia
Oscar I di Svezia, nome completo Joseph François Oscar Bernadotte (Parigi, 4 luglio 1799 – Stoccolma, 8 luglio 1859), fu re di Svezia e di Norvegia dall'8 marzo 1844 fino alla sua morte. Fu l'unico figlio di Jean-Baptiste Jules Bernadotte, re di Svezia e Norvegia con il nome di Carlo XIV, e della sua consorte Désirée Clary.

## Biografia

### Infanzia e gioventù

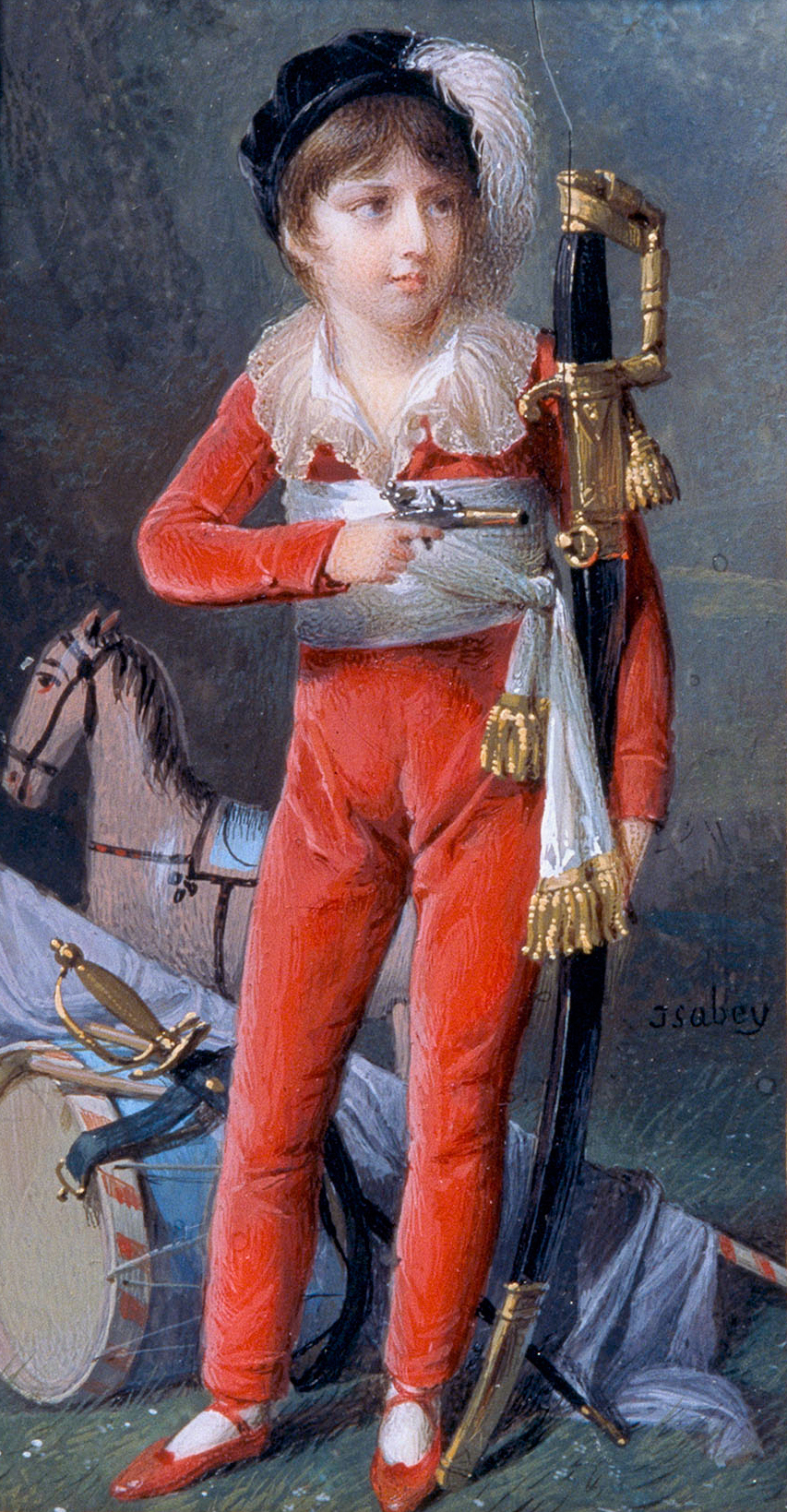
Oscar in tenera età ritratto da Jean-Baptiste Isabey nel 1806

Quando Oscar nacque a Parigi il 4 luglio 1799, il padre, Jean-Baptiste Jules Bernadotte, era il Ministro della guerra francese. Durante la sua infanzia visse in parte a Parigi con la madre Désirée, in parte nel castello di Mortefontaine, proprietà di Giuseppe Bonaparte, marito della sorella maggiore di sua madre Giulia Clary, e in parte nel castello dei Bernadotte. Durante questo periodo iniziò, con i primi istitutori, la sua istruzione.

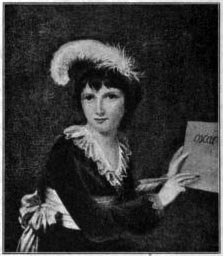
Il Principe nel 1810

Il 21 agosto 1810 il padre venne designato principe ereditario della corona svedese e, dopo che fu riconosciuta la discendenza maschile dei Bernadotte come ereditaria, Oscar occupò il secondo posto nella linea di successione. In questi anni Oscar compì numerosi viaggi in Svezia e ricevette il titolo di Duca di Södermanland da re Carlo XIII.
Nel 1812 venne nominato tenente colonnello dell'esercito, nel 1815 divenne colonnello e, nel 1817, generale. In seguito imparò anche la lingua norvegese e quella tedesca, approfondì la sua istruzione in diversi campi della conoscenza umana, soprattutto Amministrazione, Diritto, Scienza e Arte. Intraprese anche lo studio della Religione luterana, nella quale fu confermato nel 1815.

### Principe ereditario

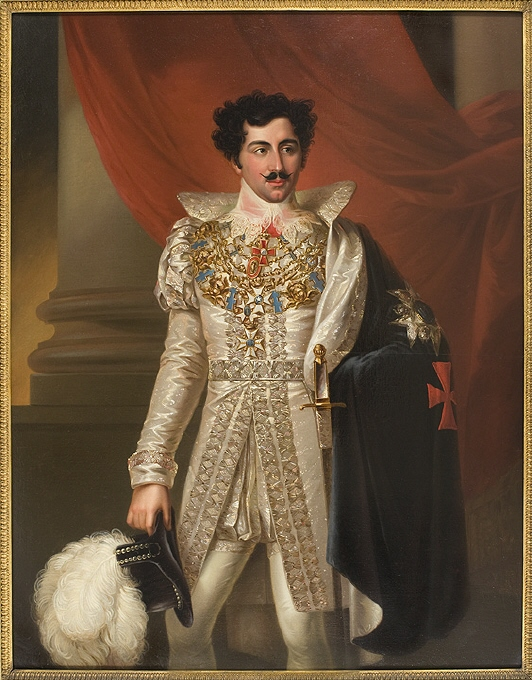
Oscar di Svezia e Norvegia

Quando nel 1818 Jean-Baptiste Jules Bernadotte divenne Re di Svezia e Norvegia, con il nome di Giovanni Carlo XIV/IV, Oscar fu nominato Principe ereditario. Nel 1819 divenne generale degli eserciti svedese e norvegese, ricevendo il comando di vari distaccamenti di fanteria, artiglieria e cavalleria.
Nel febbraio del 1824 il Principe occupò brevemente il ruolo di Viceré di Norvegia e, giunto a Kristiania, vi soggiornò con la moglie. L'incarico terminò l'11 ottobre dello stesso anno. Egli fu nuovamente Viceré di Norvegia dal 1833 al 1834, quando partecipò alla fondazione del Parlamento norvegese. Oscar fu direttore della Reale Accademia Svedese delle Arti e della Università di Lund. Si dedicò anche alla litografia e alla composizione musicale.

Un cammeo raffigurante il Principe ereditario

Nel 1840 pubblicò uno scritto sul sistema penitenziario svedese, nel quale egli espone le sue proposte di riforma del medesimo: abolizione della pena di morte, della tortura e della deportazione, miglioramento generale delle condizioni carcerarie e dei diritti umani dei prigionieri. Questa sua opera fu tradotta in varie lingue e gli valse il prestigio internazionale.

### Matrimonio

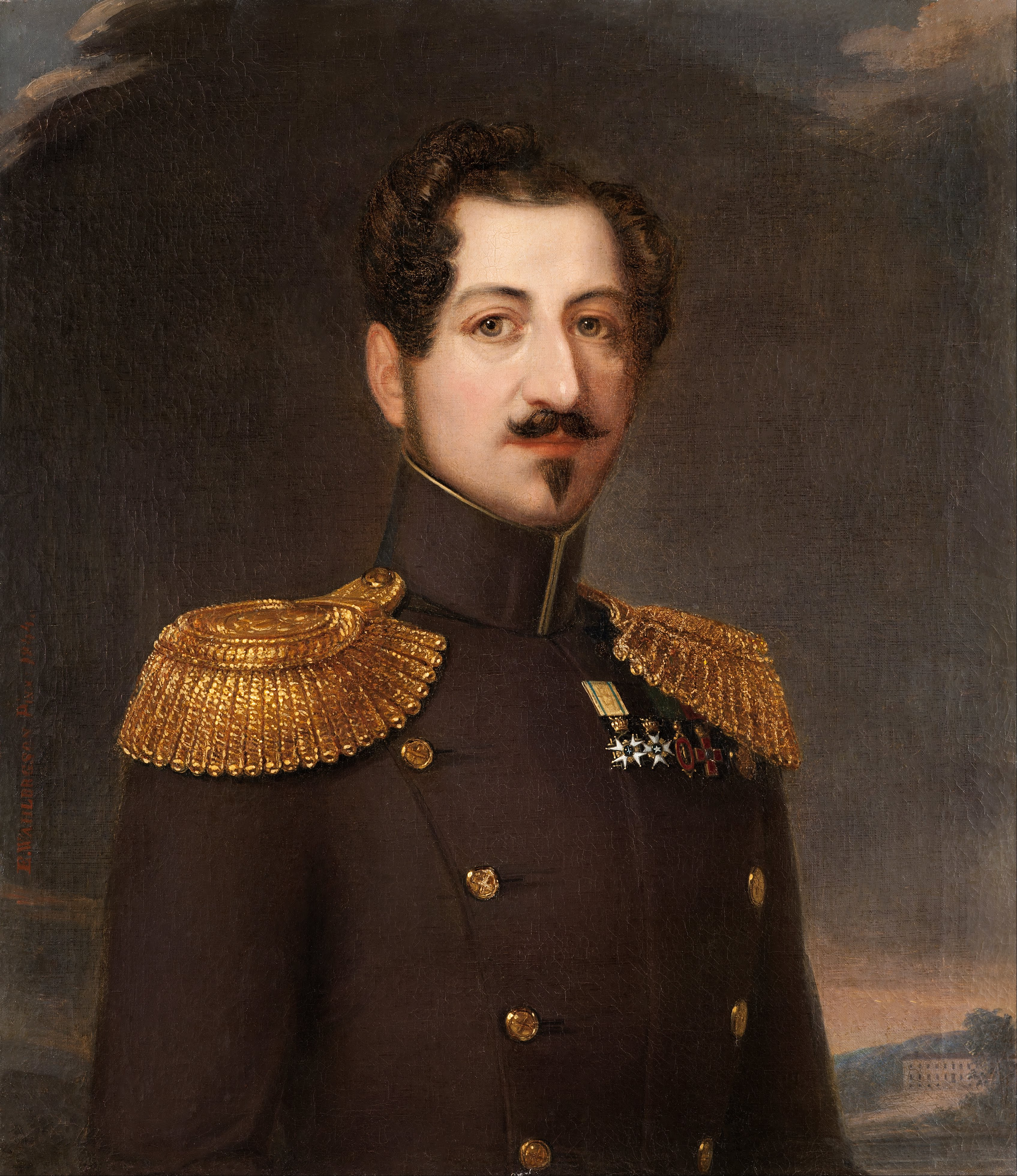
Oscar Bernadotte

Il padre di Oscar aveva scelto quattro principesse come candidate per il suo matrimonio, in ordine di sua priorità:
- S.A.R. Guglielmina Maria, Principessa di Danimarca (1808-1891)
- S.A.S. principessa Giuseppina di Leuchtenberg, Duchessa di Galliera (1807-1876)
- Maria d'Assia-Kassel (1804-1888)
- Maria di Sassonia-Weimar-Eisenach (1808-1877)

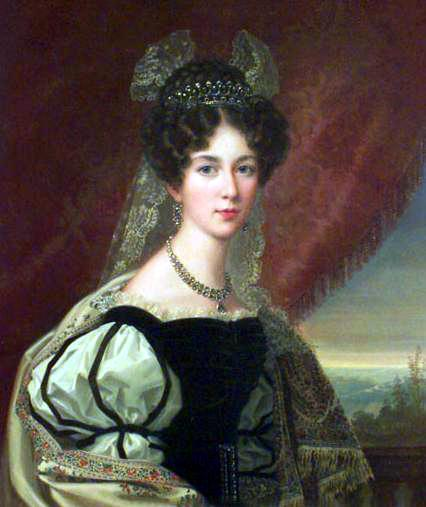
Giuseppina di Leuchtenberg ritratta da Fredric Westin nel 1835

Nel 1822 si fidanzò con Giuseppina di Leuchtenberg, figlia maggiore di Eugenio di Beauharnais, duca di Leuchtenberg, e di Augusta di Baviera. Il matrimonio fu celebrato a Monaco di Baviera il 22 maggio 1823 e a Stoccolma il 19 giugno dello stesso anno.
Ebbe anche due figli dall'attrice Emilie Högqvist (Stoccolma, 29 aprile 1812 - Torino, 18 dicembre 1846) che furono chiamati in modo non ufficiale Principi di Lapponia.
In precedenza, da una relazione con l'aristocratica Gustava Charlotta Jacquette Aurora Gyldenstolpe (Stoccolma, 4 luglio 1797 - Costantinopoli, 7 gennaio 1839) era nata una figlia.

### Re di Svezia e di Norvegia

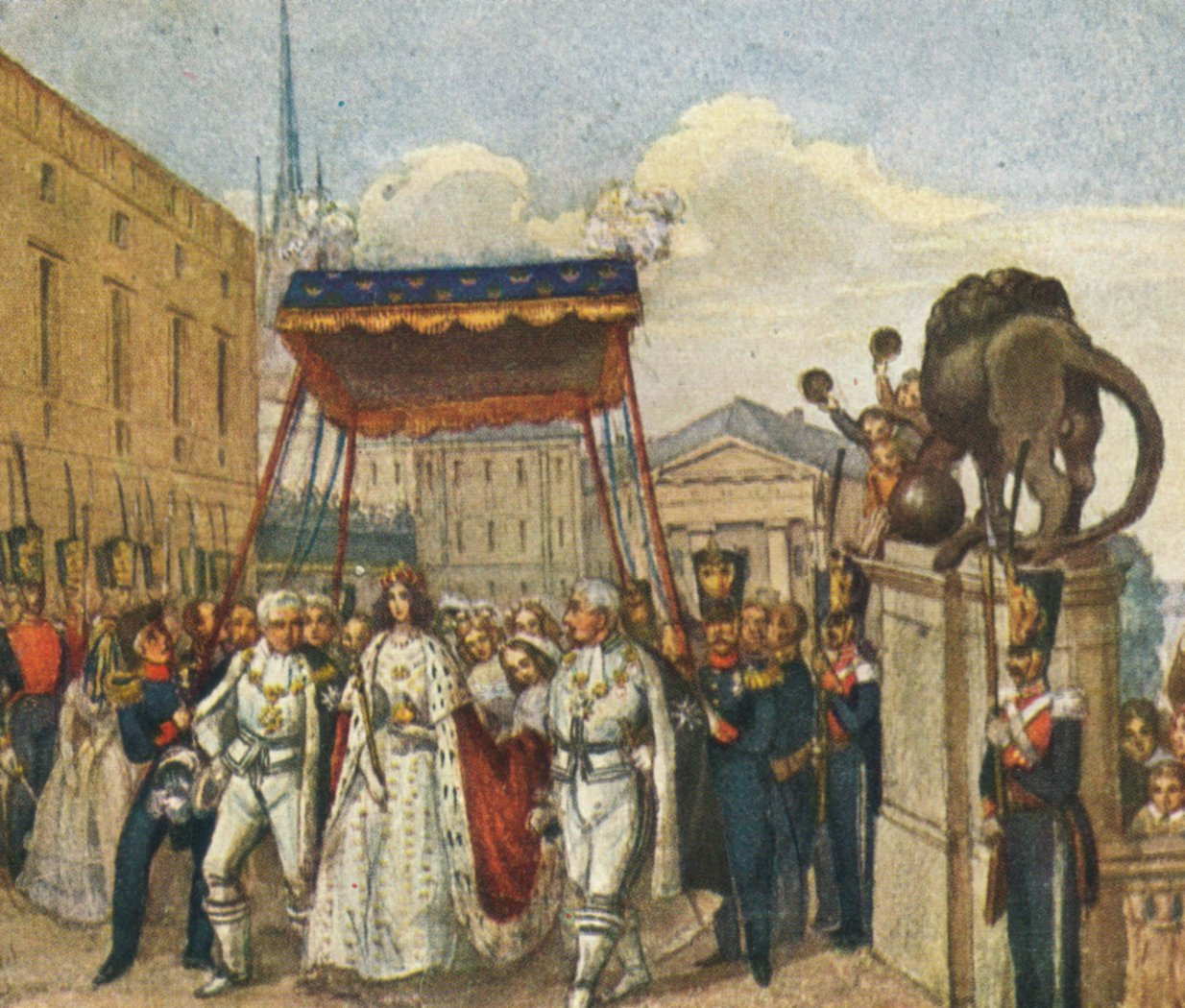
L'incoronazione di Giuseppina di Leuchtenberg e Oscar I di Svezia il 28 settembre 1844

Oscar divenne capo del Governo l'8 marzo 1844, alla morte del padre, e venne incoronato a Stoccolma il 28 settembre dello stesso anno, ma non venne incoronato in Norvegia. Il nuovo Re mostrò subito una certa tendenza liberale moderata, che risultò scomoda sia all'ala conservatrice del Parlamento sia a quella liberale. Come risultato ogni proposta del sovrano veniva regolarmente respinta. La pressione esercitata dal Parlamento fu fondamentale per il costante cambio dei ministri. Il Re ebbe particolare interesse per la politica sociale e si pronunciò in diverse occasioni per le riforme del sistema giuridico e penale.

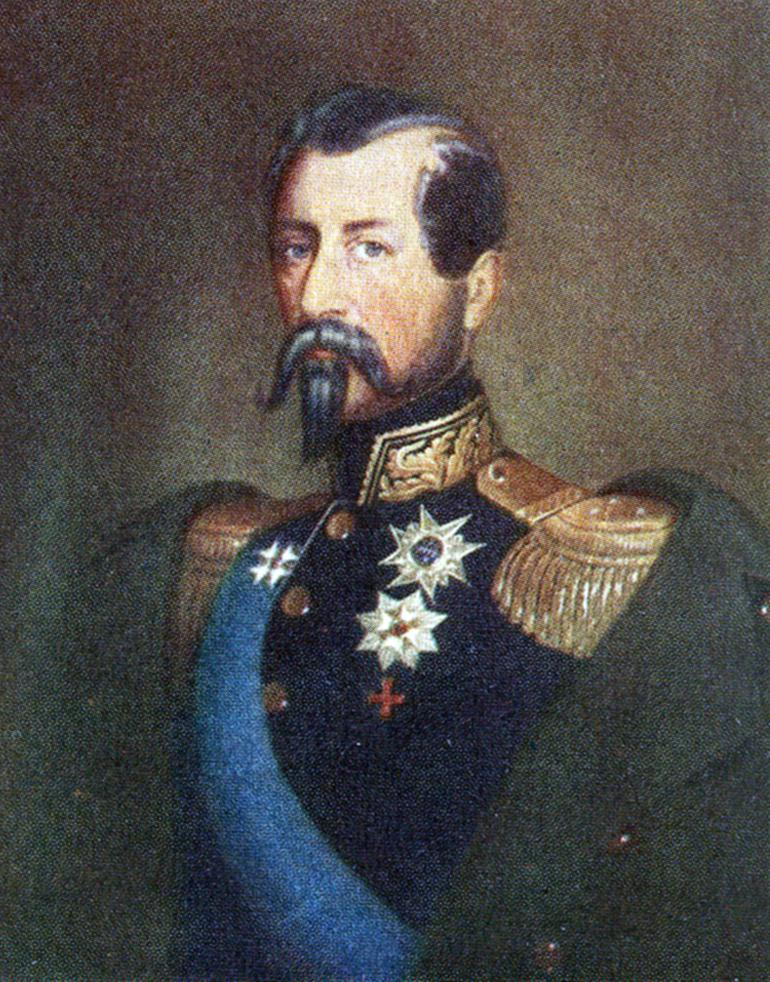
Re Oscar I di Svezia e Norvegia

Tra le riforme che egli riuscì ad attuare occupano un posto importante quelle destinate a migliorare l'economia del Regno, come la semplificazione fiscale e il libero commercio; per quanto riguarda l'aspetto sociale vennero concesse la libertà di stampa e quella religiosa. Egli promosse la prosperità economica dei suoi due regni minori meglio dei suoi predecessori: ottenne la pace e le riforme sociali che permisero l'integrazione politica dei tre regni nordici.
Come suo padre, fu massone e Gran Maestro della Massoneria svedese.

### Morte

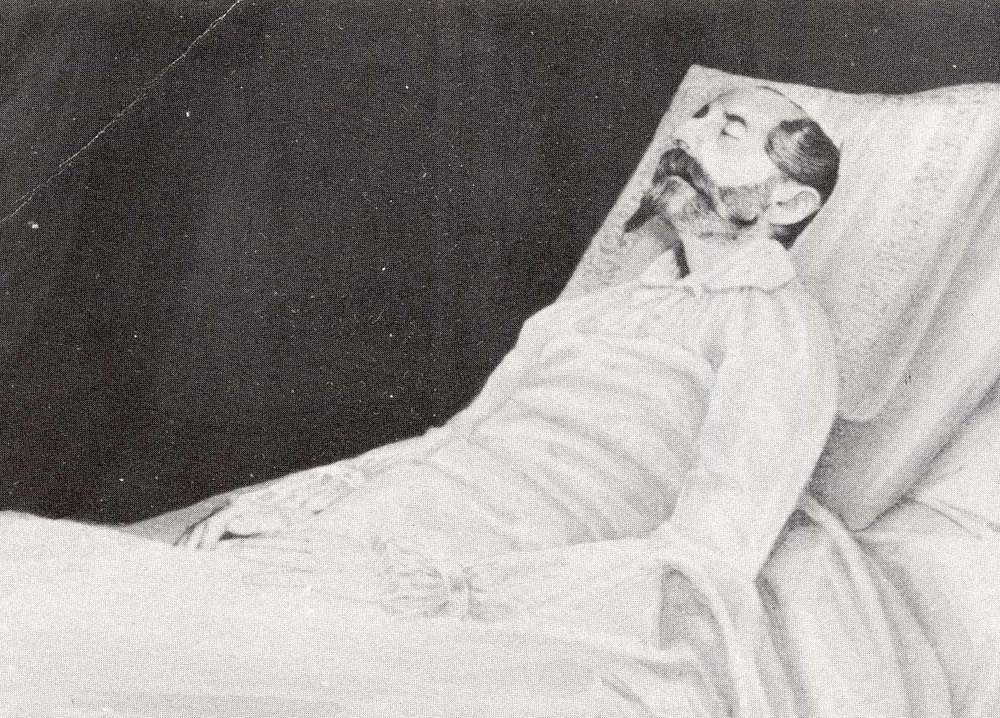
Oscar sul letto di morte

Nel 1850 la salute del Re cominciò a peggiorare velocemente. Il 25 settembre 1857 il figlio Carlo venne nominato reggente, con l'accordo di entrambi i Parlamenti, quello svedese e quello norvegese. Oscar morì nella città di Stoccolma l'8 luglio 1859, dopo una lunga infermità. È sepolto nella chiesa di Riddarholmen.

## Discendenza
Oscar e Giuseppina di Leuchtenberg ebbero cinque figli:
- S.A.R. Carl Ludvig Eugén di Svezia, Principe della Corona di Svezia e di Norvegia e Duca di Scania, poi S.M. re Carlo XV di Svezia, IV di Norvegia (1826-1872), sposò Luisa dei Paesi Bassi
- S.A.R. Gustavo di Svezia, Principe di Svezia e duca di Upplandia (1827-1852)
- S.A.R. Oscar Fredrik di Svezia, Principe di Svezia e di Norvegia, Duca di Östergötland, poi S.M. Oscar II re di Svezia e di Norvegia (1829-1907), sposò Sofia di Nassau
- S.A.R. Eugenia di Svezia, Principessa di Svezia (1830-1889)
- S.A.R. Augusto di Svezia, Principe di Svezia e Duca di Dalarna (1831-1873), sposò Teresa di Sassonia-Altenburg

Oscar ebbe anche due figli con l'attrice Emilie Högqvist:
- Hjalmar Högqvist (Amburgo, 18 giugno 1839 - Londra, 1874), sposò Emilie Amalia Hafström (nata nel 1836), i quali ebbero due figlie: Klara Edit Emilia Högqvist (1865-1901) e Agda Thekla Charlotta Högqvist (1867-1870).
- Max Högquist (Stoccolma, 12 agosto 1840 - Shanghai, 13 luglio 1872), vice console di Svezia e Norvegia in Cina.

Con l'aristocratica Gustava Charlotta Jacquette Aurora Gyldenstolpe ebbe una figlia:
- Oscaria Hilder Meijergeer (1819-1880).

## Ascendenza
|                              |              |                                  | Genitori                                  |  |  | Nonni |  |  | Bisnonni        |  |  | Trisnonni       |  |
|                              |              |                                  |                                           |  |  |       |  |  | Jean Bernadotte |  |  | Jean Bernadotte |  |
|                              |              |                                  |                                           |  |  |       |  |  | Jean Bernadotte |  |  | Jean Bernadotte |  |
|                              |              | Marie de La Barrière-Bertandot   |                                           |  |  |       |  |  | Jean Bernadotte |  |  |                 |  |
| Jean Henri Bernadotte        |              |                                  |                                           |  |  |       |  |  | Jean Bernadotte |  |  |                 |  |
|                              |              | Marie du Pucheu dite de La Place | Jacques du Pucheu dit de Laplace          |  |  |       |  |  |                 |  |  |                 |  |
|                              |              | Marie du Pucheu dite de La Place | Jacques du Pucheu dit de Laplace          |  |  |       |  |  |                 |  |  |                 |  |
|                              |              | Marie du Pucheu dite de La Place | Françoise de Labasseur                    |  |  |       |  |  |                 |  |  |                 |  |
| Carlo Giovanni XIV di Svezia |              | Marie du Pucheu dite de La Place |                                           |  |  |       |  |  |                 |  |  |                 |  |
|                              |              | Jean de Saint Vincent            | …                                         |  |  |       |  |  |                 |  |  |                 |  |
|                              |              | Jean de Saint Vincent            | …                                         |  |  |       |  |  |                 |  |  |                 |  |
|                              |              | Jean de Saint Vincent            | …                                         |  |  |       |  |  |                 |  |  |                 |  |
| Jeanne de Saint Vincent      |              | Jean de Saint Vincent            |                                           |  |  |       |  |  |                 |  |  |                 |  |
|                              |              | Marie dAbbadie de Sireix         | Doumengé Habas dArrens                    |  |  |       |  |  |                 |  |  |                 |  |
|                              |              | Marie dAbbadie de Sireix         | Doumengé Habas dArrens                    |  |  |       |  |  |                 |  |  |                 |  |
|                              |              | Marie dAbbadie de Sireix         | Marie d'Abbadie, Abbesse Laïque de Sireix |  |  |       |  |  |                 |  |  |                 |  |
| Oscar I di Svezia            |              | Marie dAbbadie de Sireix         |                                           |  |  |       |  |  |                 |  |  |                 |  |
|                              | Joseph Clary | Jacques Clary                    |                                           |  |  |       |  |  |                 |  |  |                 |  |
|                              | Joseph Clary | Jacques Clary                    |                                           |  |  |       |  |  |                 |  |  |                 |  |
|                              | Joseph Clary | Catherine Barosse                |                                           |  |  |       |  |  |                 |  |  |                 |  |
| François Clary               | Joseph Clary |                                  |                                           |  |  |       |  |  |                 |  |  |                 |  |
|                              |              | Françoise Agnès Ammoric          | François Ammoric                          |  |  |       |  |  |                 |  |  |                 |  |
|                              |              | Françoise Agnès Ammoric          | François Ammoric                          |  |  |       |  |  |                 |  |  |                 |  |
|                              |              | Françoise Agnès Ammoric          | Jeanne Boisson                            |  |  |       |  |  |                 |  |  |                 |  |
| Désirée Clary                |              | Françoise Agnès Ammoric          |                                           |  |  |       |  |  |                 |  |  |                 |  |
|                              |              | Joseph Ignace Somis              | Jean Louis Somis                          |  |  |       |  |  |                 |  |  |                 |  |
|                              |              | Joseph Ignace Somis              | Jean Louis Somis                          |  |  |       |  |  |                 |  |  |                 |  |
|                              |              | Joseph Ignace Somis              | Françoise Bouchard                        |  |  |       |  |  |                 |  |  |                 |  |
| Françoise Rose Somis         |              | Joseph Ignace Somis              |                                           |  |  |       |  |  |                 |  |  |                 |  |
|                              |              | Catherine Rose Soucheiron        | François Soucheiron                       |  |  |       |  |  |                 |  |  |                 |  |
|                              |              | Catherine Rose Soucheiron        | François Soucheiron                       |  |  |       |  |  |                 |  |  |                 |  |
|                              |              | Catherine Rose Soucheiron        | Anne Cautier                              |  |  |       |  |  |                 |  |  |                 |  |
|                              |              | Catherine Rose Soucheiron        |                                           |  |  |       |  |  |                 |  |  |                 |  |